# Victory (Vermont)
Victory és una població dels Estats Units a l'estat de Vermont. Segons el cens del 2000 tenia 97 habitants.

## Demografia
Segons el cens del 2000, Victory tenia 97 habitants, 45 habitatges, i 27 famílies. La densitat de població era de 0,9 habitants per km².
Dels 45 habitatges en un 17,8% hi vivien nens de menys de 18 anys, en un 53,3% hi vivien parelles casades, en un 6,7% dones solteres, i en un 40% no eren unitats familiars. En el 26,7% dels habitatges hi vivien persones soles l'11,1% de les quals corresponia a persones de 65 anys o més que vivien soles. El nombre mitjà de persones vivint en cada habitatge era de 2,16 i el nombre mitjà de persones que vivien en cada família era de 2,67.
Per edats la població es repartia de la següent manera: un 17,5% tenia menys de 18 anys, un 4,1% entre 18 i 24, un 24,7% entre 25 i 44, un 35,1% de 45 a 60 i un 18,6% 65 anys o més.
L'edat mediana era de 46 anys. Per cada 100 dones de 18 o més anys hi havia 128,6 homes.
La renda mediana per habitatge era de 28.750 $ i la renda mediana per família de 38.333 $. Els homes tenien una renda mediana de 28.750 $ mentre que les dones 30.000 $. La renda per capita de la població era de 18.558 $. Entorn del 6,7% de les famílies i el 13,2% de la població estaven per davall del llindar de pobresa.